# 怀远路街道
怀远路街道是中华人民共和国宁夏回族自治区銀川市西夏区下辖的一个街道办事处。

## 行政区划
怀远路街道下辖以下村级行政区划单位：
金阳社区、农牧场社区、八一社区、艺校社区、赛马社区、富宁村、银西村。